# Endasys michiganensis
Endasys michiganensis är en stekelart som beskrevs av Luhman 1990. Endasys michiganensis ingår i släktet Endasys och familjen brokparasitsteklar. Inga underarter finns listade i Catalogue of Life.